# Невеста в чёрном
«Невеста в чёрном» (англ. The Bride in Black) — криминальная драма режиссёра Джеймса Голдстоуна со Сьюзан Луччи в главной роли. Премьера фильма состоялась 21 октября 1990 года на телеканале ABC. По итогам телевизионного сезона 1990/91 фильм занял 11-е место в рейтинге телеканала ABC.

## Сюжет
Молодая женщина Роуз (Сьюзан Луччи) работает в продуктовом магазине своего дяди в Бруклине. Однажды к ним приходит незнакомец по имени Оуэн Мэллой (Дэвид Соул), который знал покойную мать Роуз. Он предлагает ей сходить на свидание, но, получив отказ, вскоре возвращается и дарит ей букет роз. Во время ужина Роуз рассказывает Оуэну, что ранее уже была замужем и больше не хочет влюбляться, но перед очаровательным поклонником она не смогла устоять. Они решают пожениться, но их счастье было недолгим — Оуэна убивают в день свадьбы прямо на ступенях церкви…

## В ролях
| Актёр                 | Роль                      |
| --------------------- | ------------------------- |
| Сьюзан Луччи          | Роуз Д’Аморе-Мэллой       |
| Дэвид Соул            | Оуэн Мэллой/Джон Макгуайр |
| Реджинальд Велджонсон | Барри Гейтс               |
| Боб Гантон            | Сидней                    |
| Том Синьорелли        | Рэй Д’Аморе               |
| Ирма Сант Паули       | Нонна                     |
| Мелисса Лео           | Мэри Маргарет             |
| Роберт Катимс         | детектив Голдман          |
| Ларри Джон Мейерс     | Гордон                    |
| Стивен Лиска          | Ник Борсоков              |
| Сесиль Хоффман        |                           |
| Тони Тодд             |                           |
| Финола Хьюз           | Сибилл Кобб               |